# 유피테르 옵티무스 막시무스 신전

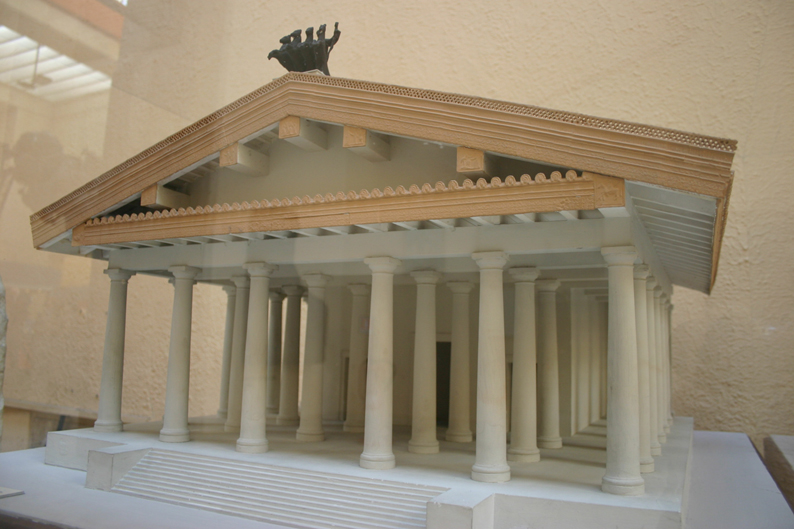
기원전 509년 유피테르 옵티무스 막시무스 신전의 최초 추측 모델

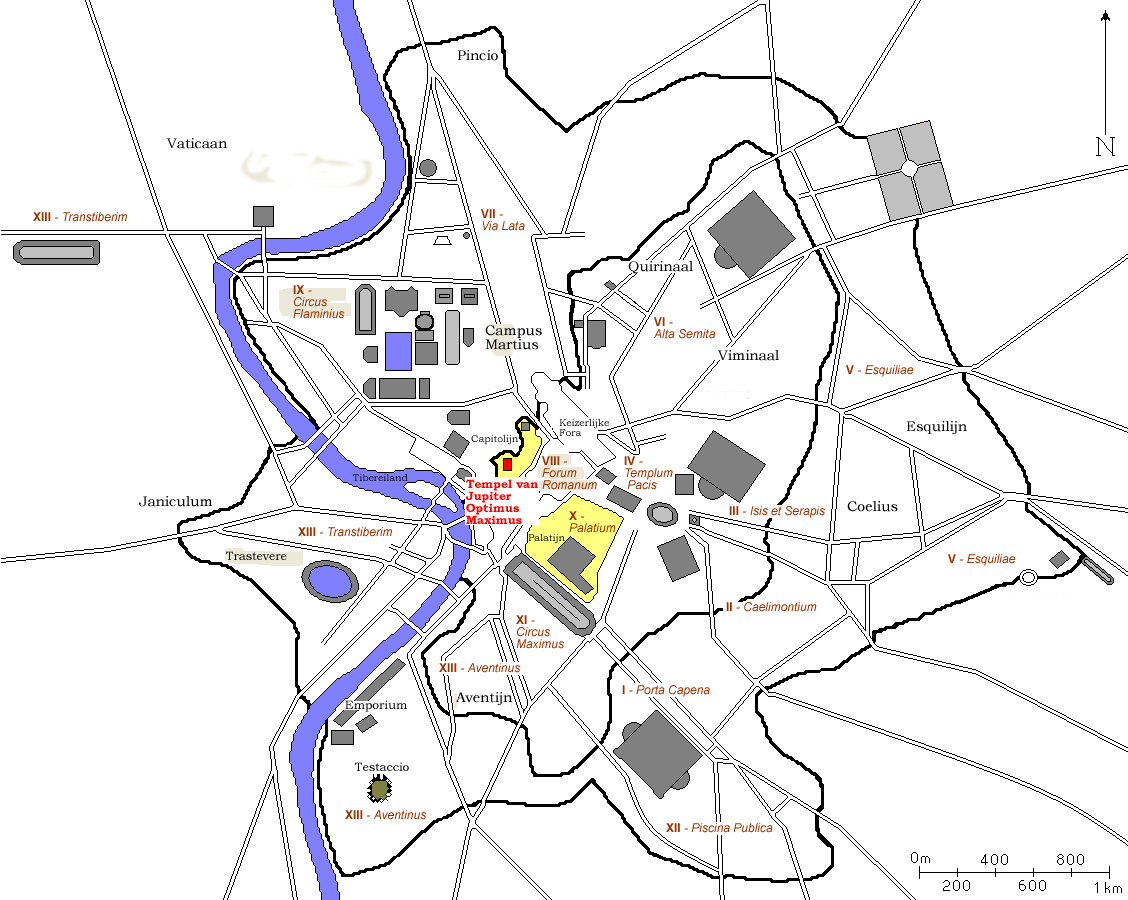
신전의 위치

유피테르 옵티무스 막시무스 신전은 유피테르 카피톨리누스 신전(라틴어: Aedes Iovis Optimi Maximi Capitolini; 이탈리아어: Tempio di Giove Ottimo Massimo; : "카피톨리노의 최고 위대한 유피테르의 신전")이라고도 알려진 카피톨리노 언덕에 위치했던 고대 로마의 가장 중요한 신전이었다. 고대 로마 종교의 총본산과 같은 곳이었으며, 수많은 사원, 조각상, 정원들에 둘러싸인 채 언덕 위에 당당하게 자리잡고 있었다.
최초로 지어진 건물은 당시 로마에서 가장 오래된 대형 신전이었다. 근본적으로는 에트루리아 양식의 건축물로 여겨지기도 한다. 전승에 따르면 기원전 509년에 세워졌지만, 기원전 83년에 화재가 발생하여 파괴됐으며, 기원전 69년에 그리스 양식으로 다시 세워졌다 (그럼에도 두 차례가 화재가 더 발생하여 새로 지어졌다). 첫 번째 신전을 지을 때 로마인들은 에트루리아 전문가들을 초빙했다. 그들은 이 건물에 채색된 테라코타나 아름답게 장식된 기둥 상부 부분과 같은 다양하고 독특한 요소들을 도입하여 신전을 지었다. 첫 번째로 지은 신전이 화재로 불타버린 이후 지어진 두 번째 건물은 그리스 출신 전문가들에 의해 지어져, 다른 로마 신전들처럼 옛 에트루리아의 많은 요소들을 유지하면서도 그리스 양식을 혼합하여 지어진 건물이었다. 그 이후 지어진 두 번의 재건된 신전들은 독보적인 로마만의 건축 양식이었고, 그 크기 또한 압도적으로 거대하고 그 양식도 심히 화려하였다.
첫 번째 건물은 기록된 가장 큰 에트루리아 신전이였으며, 이후 몇 세기에도 다른 로마의 신전들보다도 컸다. 그러나 전문가들 사이에서는 규모에서 큰 분쟁이 남아있다; 이곳을 방문한 고대인들이 주장해왔던 이 건물의 크기를 60 m × 60 m인데, 이는 다른 거대한 그리스 신전에 못 미치지는 않았다. 이것이 크기가 얼마든간에 다른 로마 신전들에 끼친 영향은 아주 많았고 오래 동안 지속되었다. 이 건물의 재건 작업은 항상 이뤄졌져, 사람들에게 처마가 얼마나 넓은지를 보여주고, 그리고 넓은 벽면은 그리스 사원에서 그랬던 것처럼 뒷벽 둘레가 아니라 옆으로 뻗어 있다. 기원전 79년 동전의 간략한 모습은 4개의 기둥과 복잡한 지붕선을 보여주고 있다.
두 차례 이어진 화재 이후, 세 번째 건물은 서기 80년까지 5년 밖에 가지 못했지만, 4번째 건물은 로마 제국이 멸망할때까지 있었다. 마지막 건물의 잔해는 중세와 르네상스 시기에 스폴리아가 되어 살아남았지만, 오늘날에는 건물의 토대와 포디움 같은 것만 존재한다.